# Cáliz

Esquema de la flor en el que se ve el cáliz.

En botánica, el cáliz es el verticilo externo  en las flores con perianto heteroclamídeo, es decir, con dos clases de piezas. Se compone de sépalos, que son antófilos estériles, generalmente verdes y de consistencia herbácea. 
Si los sépalos están libres entre sí el cáliz se denomina  dialisépalo, mientras que si están unidos se llama gamosépalo como en el clavel (Dianthus caryophyllus, cariofiláceas) o el ceibo (Erythrina crista-galli, leguminosas). 
Cuando el cáliz es gamosépalo se pueden distinguir tres partes bien definidas: el tubo, que es la porción en la cual los sépalos están unidos; la garganta —que puede estar más o menos cerrada por un anillo de pelos (carpostegio)—, que es el sitio en que los sépalos se separan unos de otros; y el limbo, que es la poción libre, formada por los extremos apicales de cada sépalo o lóbulos. 
Los sépalos pueden tener consistencia y forma variadas. En las compuestas, por ejemplo, los sépalos están reducidos a pelos o cerdas que constituyen el denominado papus o vilano.
Según su duración con respecto a las otras piezas florales, el cáliz puede ser efímero o fugaz, cuando los sépalos caen al abrirse la flor, como en la amapola (Papaver rhoeas, papaveráceas); deciduo, cuando los sépalos se desprenden después de que haya ocurrido la fecundación; o persistente cuando permanece después de la fecundación y acompaña al fruto, como en el caso del manzano (Malus domestica, rosáceas).
La anatomía del cáliz es, entre todas las piezas florales, la que más recuerda a la de los nomófilos (hojas normales). El mesófilo está formado generalmente por parénquima clorofiliano homogéneo. Generalmente en cada especie, cada sépalo está inervado por el mismo número de trazas foliares que presentan los nomófilos.